# Andrew Booth Jr.
Andrew Booth Jr. (Dacula, Georgia, 28 de septiembre de 2000) es un jugador profesional estadounidense de fútbol americano, se desempeña en la posición de cornerback en Dallas Cowboys, en la National Football League (NFL).

## Carrera
Fue seleccionado en la Reunión Anual de Selección de Jugadores de la NFL de 2022. Hizo su debut profesional con el equipo Minnesota Vikings, donde jugó dos temporadas, en 2024 pasó a Dallas Cowboys.